# Maisoncelles (Sarthe)
Maisoncelles é uma comuna francesa na região administrativa do País do Loire, no departamento de Sarthe. Estende-se por uma área de 11.3 km². Em 2010 a comuna tinha 193 habitantes (densidade: 17,1 hab./km²).